# Grand Prix Velké Británie 2011
Grand Prix Velké Británie 2011 (61st Santander British Grand Prix) devátý závod 62. ročníku mistrovství světa jezdců Formule 1 a 53. ročníku poháru konstruktérů, historicky již 849. grand prix, se uskutečnila na okruhu Silverstone.

## Výsledky

### Kvalifikace
| Pořadí              | Číslo | Jezdec             | Konstruktér          | 1. část  | 2. část  | 3. část  | Start |
| ------------------- | ----- | ------------------ | -------------------- | -------- | -------- | -------- | ----- |
| 1                   | 2     | Mark Webber        | Red Bull-Renault     | 1:32.670 | 1:31.673 | 1:30.399 | 1     |
| 2                   | 1     | Sebastian Vettel   | Red Bull-Renault     | 1:32.977 | 1:32.379 | 1:30.431 | 2     |
| 3                   | 5     | Fernando Alonso    | Ferrari              | 1:32.986 | 1:31.727 | 1:30.516 | 3     |
| 4                   | 6     | Felipe Massa       | Ferrari              | 1:32.760 | 1:31.640 | 1:31.124 | 4     |
| 5                   | 4     | Jenson Button      | McLaren-Mercedes     | 1:34.230 | 1:32.273 | 1:31.898 | 5     |
| 6                   | 15    | Paul di Resta      | Force India-Mercedes | 1:34.472 | 1:32.569 | 1:31.929 | 6     |
| 7                   | 12    | Pastor Maldonado   | Williams-Cosworth    | 1:32.702 | 1:32.588 | 1:31.933 | 7     |
| 8                   | 16    | Kamui Kobajaši     | Sauber-Ferrari       | 1:34.324 | 1:32.399 | 1:32.128 | 8     |
| 9                   | 8     | Nico Rosberg       | Mercedes             | 1:34.186 | 1:32.295 | 1:32.209 | 9     |
| 10                  | 3     | Lewis Hamilton     | McLaren-Mercedes     | 1:33.581 | 1:32.505 | 1:32.376 | 10    |
| 11                  | 14    | Adrian Sutil       | Force India-Mercedes | 1:34.454 | 1:32.617 |          | 11    |
| 12                  | 17    | Sergio Pérez       | Sauber-Ferrari       | 1:34.145 | 1:32.624 |          | 12    |
| 13                  | 7     | Michael Schumacher | Mercedes             | 1:34.160 | 1:32.656 |          | 13    |
| 14                  | 10    | Vitalij Petrov     | Renault              | 1:34.428 | 1:32.734 |          | 14    |
| 15                  | 11    | Rubens Barrichello | Williams-Cosworth    | 1:33.532 | 1:33.119 |          | 15    |
| 16                  | 9     | Nick Heidfeld      | Renault              | 1:35.132 | 1:33.805 |          | 16    |
| 17                  | 20    | Heikki Kovalainen  | Lotus-Renault        | 1:34.923 | 1:34.821 |          | 17    |
| 18                  | 19    | Jaime Alguersuari  | Toro Rosso-Ferrari   | 1:35.245 |          |          | 18    |
| 19                  | 18    | Sébastien Buemi    | Toro Rosso-Ferrari   | 1:35.749 |          |          | 19    |
| 20                  | 24    | Timo Glock         | Virgin-Cosworth      | 1:36.203 |          |          | 20    |
| 21                  | 21    | Jarno Trulli       | Lotus-Renault        | 1:36.456 |          |          | 21    |
| 22                  | 25    | Jérôme d'Ambrosio  | Virgin-Cosworth      | 1:37.154 |          |          | 22    |
| 23                  | 23    | Vitantonio Liuzzi  | HRT-Cosworth         | 1:37.484 |          |          | 23    |
| 24                  | 22    | Daniel Ricciardo   | HRT-Cosworth         | 1:38.059 |          |          | 24    |
| 107 % čas: 1:39.156 |       |                    |                      |          |          |          |       |

### Závod
| Pořadí | Číslo | Jezdec             | Konstruktér          | Kola | Čas/odstoupení  | Start | Body |
| ------ | ----- | ------------------ | -------------------- | ---- | --------------- | ----- | ---- |
| 1      | 5     | Fernando Alonso    | Ferrari              | 52   | 1:28:41.194     | 3     | 25   |
| 2      | 1     | Sebastian Vettel   | Red Bull-Renault     | 52   | +16.511         | 2     | 18   |
| 3      | 2     | Mark Webber        | Red Bull-Renault     | 52   | +16.947         | 1     | 15   |
| 4      | 3     | Lewis Hamilton     | McLaren-Mercedes     | 52   | +28.986         | 10    | 12   |
| 5      | 6     | Felipe Massa       | Ferrari              | 52   | +29.010         | 4     | 10   |
| 6      | 8     | Nico Rosberg       | Mercedes             | 52   | +1:00.655       | 9     | 8    |
| 7      | 17    | Sergio Pérez       | Sauber-Ferrari       | 52   | +1:05.590       | 12    | 6    |
| 8      | 9     | Nick Heidfeld      | Renault              | 52   | +1:15.542       | 16    | 4    |
| 9      | 7     | Michael Schumacher | Mercedes             | 52   | +1:17.912       | 13    | 2    |
| 10     | 19    | Jaime Alguersuari  | Toro Rosso-Ferrari   | 52   | +1:19.108       | 18    | 1    |
| 11     | 14    | Adrian Sutil       | Force India-Mercedes | 52   | +1:19.712       | 11    |      |
| 12     | 10    | Vitalij Petrov     | Renault              | 52   | +1:20.681       | 14    |      |
| 13     | 11    | Rubens Barrichello | Williams-Cosworth    | 51   | +1 kolo         | 15    |      |
| 14     | 12    | Pastor Maldonado   | Williams-Cosworth    | 51   | +1 kolo         | 7     |      |
| 15     | 15    | Paul di Resta      | Force India-Mercedes | 51   | +1 kolo         | 6     |      |
| 16     | 24    | Timo Glock         | Virgin-Cosworth      | 50   | +2 kola         | 20    |      |
| 17     | 25    | Jérôme d'Ambrosio  | Virgin-Cosworth      | 50   | +2 kola         | 22    |      |
| 18     | 23    | Vitantonio Liuzzi  | HRT-Cosworth         | 50   | +2 kola         | 23    |      |
| 19     | 22    | Daniel Ricciardo   | HRT-Cosworth         | 49   | +3 kola         | 24    |      |
| Ret    | 4     | Jenson Button      | McLaren-Mercedes     | 39   | Řízení          | 5     |      |
| Ret    | 18    | Sébastien Buemi    | Toro Rosso-Ferrari   | 25   | Následky kolize | 19    |      |
| Ret    | 16    | Kamui Kobajaši     | Sauber-Ferrari       | 23   | Únik oleje      | 8     |      |
| Ret    | 21    | Jarno Trulli       | Lotus-Renault        | 10   | Únik oleje      | 21    |      |
| Ret    | 20    | Heikki Kovalainen  | Lotus-Renault        | 2    | Převodovka      | 17    |      |

## Průběžné pořadí šampionátu
Pohár jezdců
| Pořadí | Jezdec           | Body |
| ------ | ---------------- | ---- |
| 1      | Sebastian Vettel | 204  |
| 2      | Mark Webber      | 124  |
| 3      | Fernando Alonso  | 112  |
| 4      | Lewis Hamilton   | 109  |
| 5      | Jenson Button    | 109  |

Pohár konstruktérů
| Pořadí | Konstruktér      | Body |
| ------ | ---------------- | ---- |
| 1      | Red Bull-Renault | 328  |
| 2      | McLaren-Mercedes | 218  |
| 3      | Ferrari          | 164  |
| 4      | Mercedes         | 68   |
| 5      | Renault          | 65   |